# Новая ратуша (Гданьск)
Новая ратуша в Гданьске — ратуша в стиле неоренессанса, построенный в 1898—1901 годах на бывшей улице Elizabethwall (сейчас ул. Wały Jagiellońskie, 1), в настоящее время резиденция Гданьского городского совета, который также имеет представительскую функцию. Известна в разговорной речи как Старый Жак из-за того, что раньше ратуша была местом пребывания студенческого клуба «Żak».

## История
Комплекс зданий, известный как Generalkommando, был построен как резиденция прусского гарнизонного командования в Гданьске. Он состоял из небольшого дворца, конюшни, постройки, не сохранившейся до наших дней, и парка площадью 1,8 га.
Здание было занесено в реестр памятников 17 апреля 1972 года, а в 1993 году в реестр были добавлены конюшня, кирпичная стена и парк. В настоящее время здание зарегистрировано как «Главное командование прусского гарнизона (бывший Студенческий клуб „Żak“) — в настоящее время Ратуша (главное здание, конюшня, кирпичная стена, парк)».
За эти годы у здания было много владельцев:
- Главное командование прусского гарнизона,
- Командование XVIII-го армейского корпуса,
- Дом генерала Ричарда Хэкинга, главнокомандующего Союзными оккупационными силами (1920),
- Дом Верховного комиссара Лиги Наций во времена Вольного города Данциг,
- Военное окружное командование и дом гауляйтера Альберта Форстера (во время Второй мировой войны),
- Городской комитет ПОРП (1945—1957)[5],
- Студенческий клуб «Żak» (1957—1995)[5],
- Гданьский городской совет (с 1999 года).

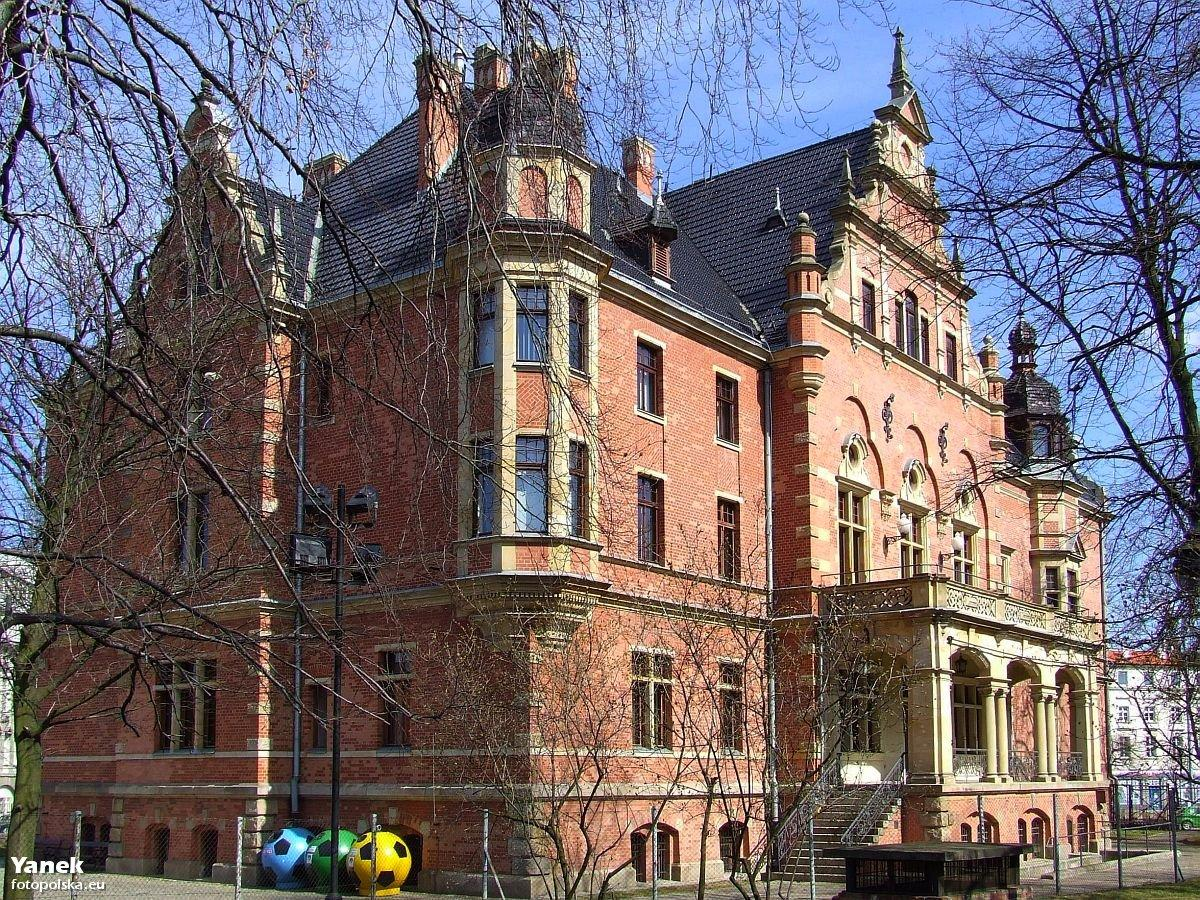
Задняя часть здания
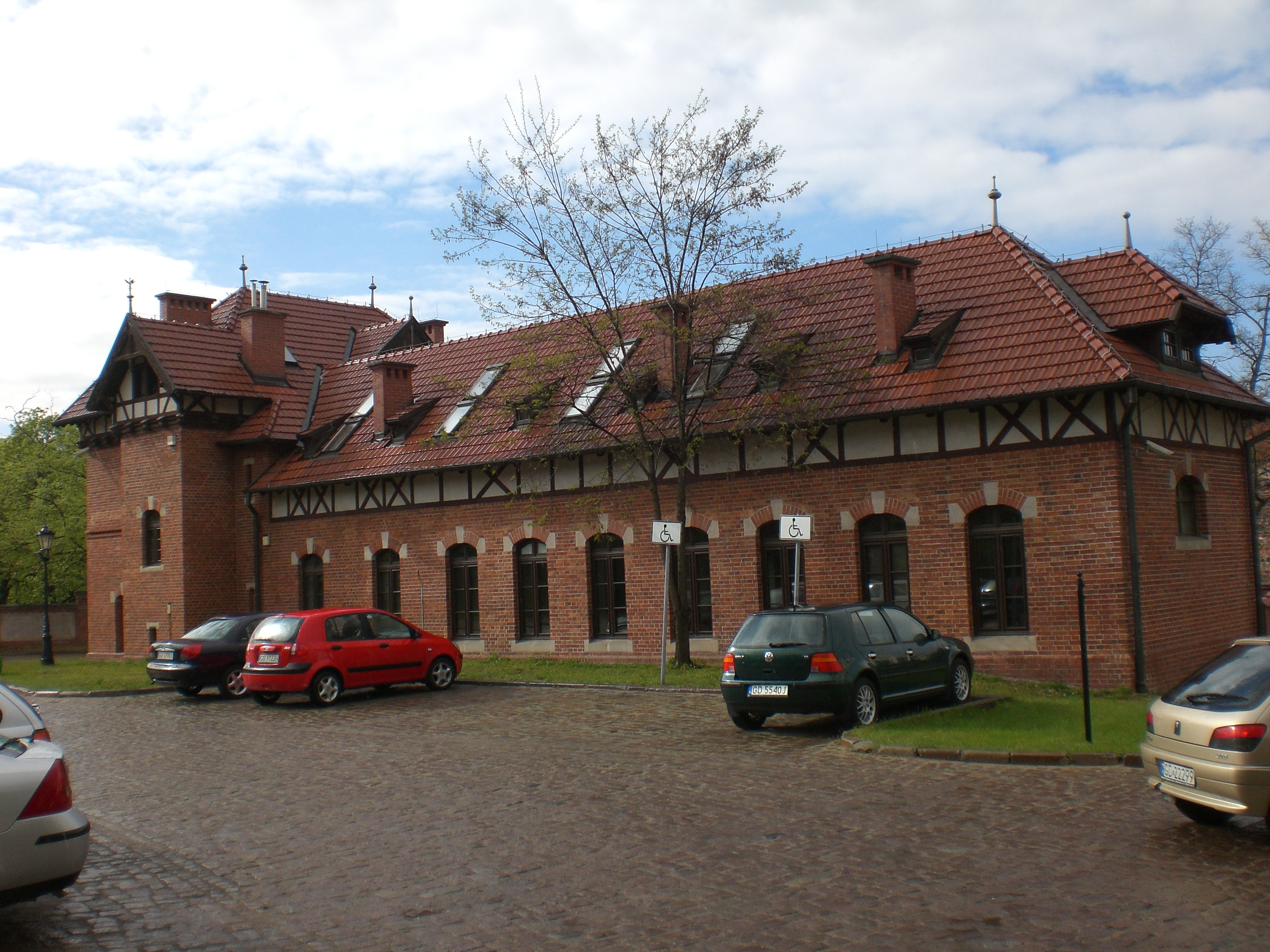
Конюшня
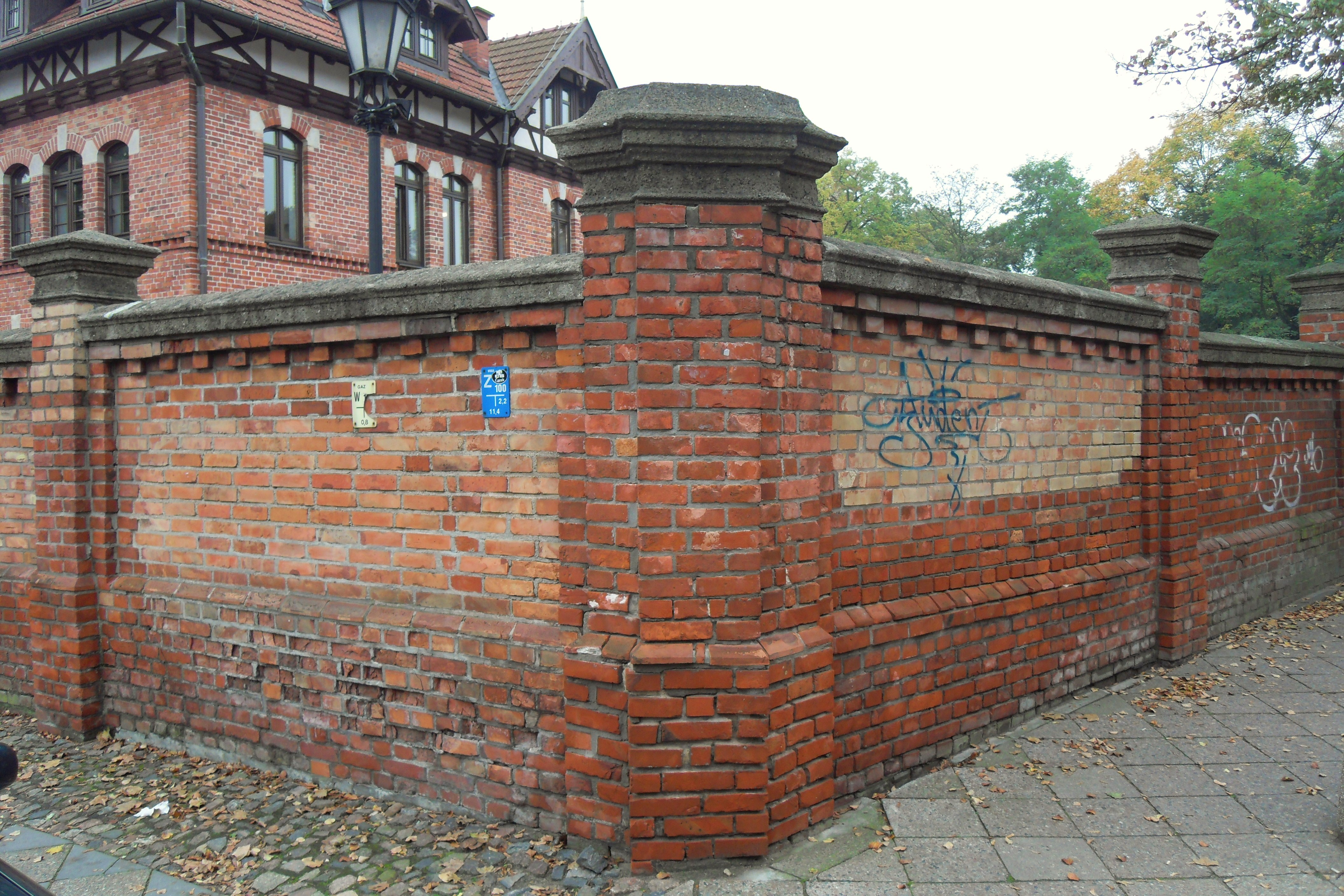
Кирпичная стена
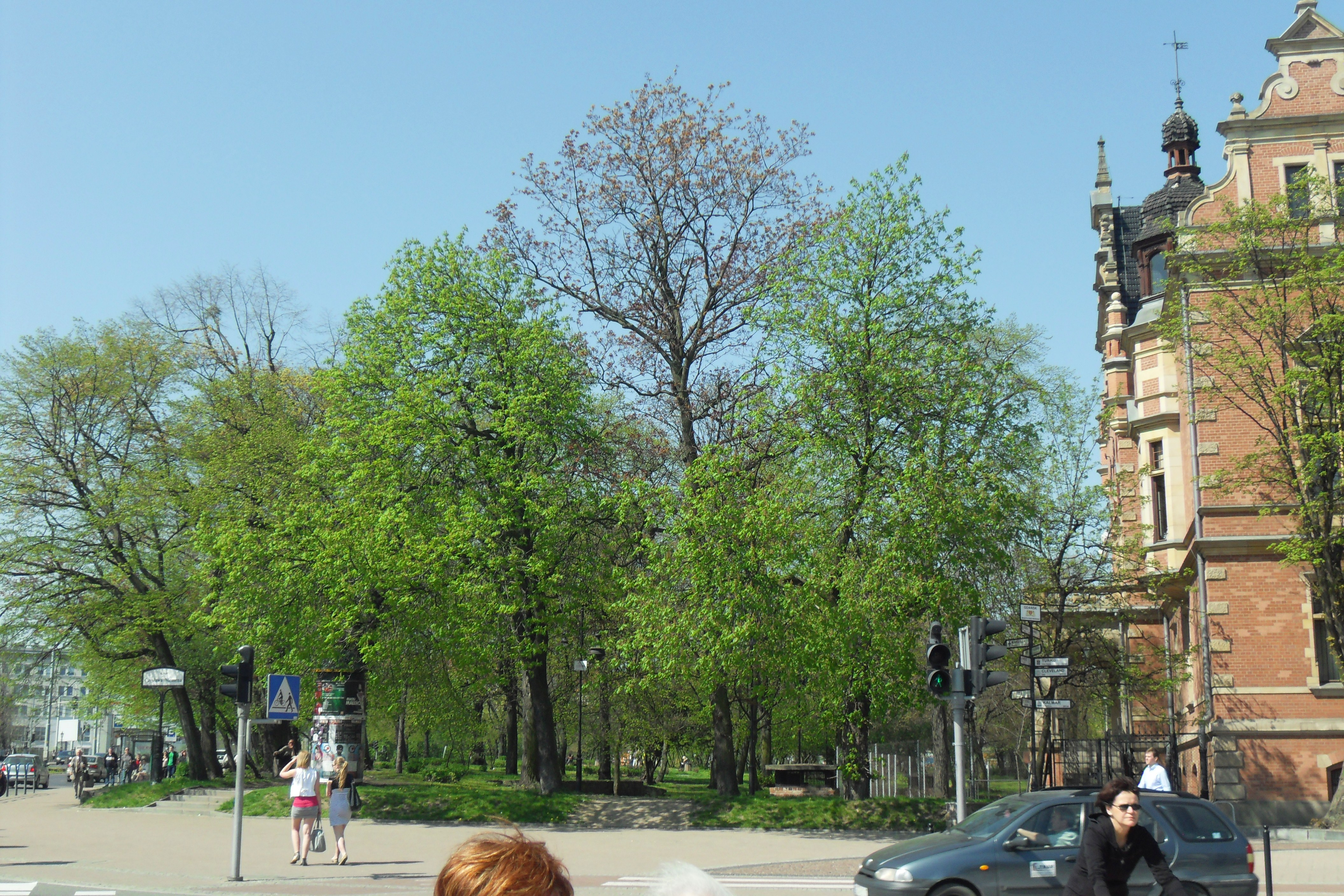
Парк